# William A. Cullop

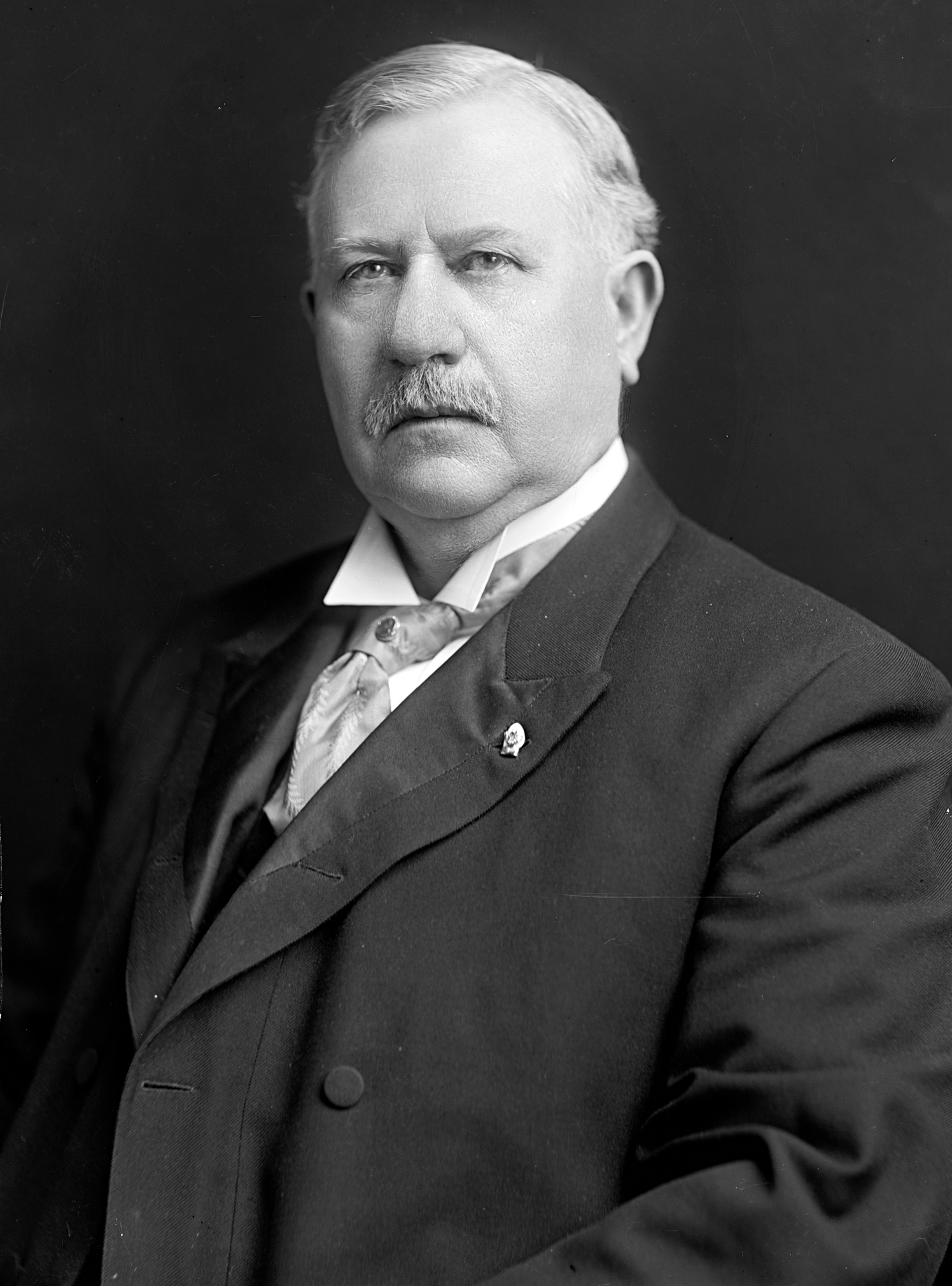
William A. Cullop

William Allen Cullop (* 28. März 1853 bei Oaktown, Knox County, Indiana; † 9. Oktober 1927 in Vincennes, Indiana) war ein US-amerikanischer Politiker. Zwischen 1909 und 1917 vertrat er den Bundesstaat Indiana im US-Repräsentantenhaus.

## Werdegang
William Cullop besuchte die öffentlichen Schulen seiner Heimat und danach bis 1878 das Hanover College. In den folgenden zwei Jahren unterrichtete er an der Vincennes University. Nach einem anschließenden Jurastudium und seiner im Jahr 1881 erfolgten Zulassung als Rechtsanwalt begann er in Vincennes in diesem Beruf zu arbeiten. In den Jahren 1883 bis 1886 war Cullop Staatsanwalt im zwölften Gerichtsbezirk seines Staates. Gleichzeitig schlug er als Mitglied der Demokratischen Partei eine politische Laufbahn ein. Zwischen 1891 und 1893 war er Abgeordneter im Repräsentantenhaus von Indiana; in den Jahren 1892 und 1896 war er Delegierter zu den jeweiligen Democratic National Conventions.
Bei den Kongresswahlen des Jahres 1908 wurde Cullop im zweiten Wahlbezirk von Indiana in das US-Repräsentantenhaus in Washington, D.C. gewählt, wo er am 4. März 1909 die Nachfolge von John C. Chaney antrat. Nach drei Wiederwahlen konnte er bis zum 3. März 1917 vier Legislaturperioden im Kongress absolvieren. Im Jahr 1913 wurden der 16. und der 17. Verfassungszusatz ratifiziert. 1916 wurde Cullop von seiner Partei nicht erneut bestätigt.
Nach seinem Ausscheiden aus dem US-Repräsentantenhaus praktizierte William Cullop wieder als Anwalt. Außerdem war er an verschiedenen anderen Geschäften beteiligt. Im Jahr 1926 strebte er erfolglos die Nominierung seiner Partei für die Wahlen zum US-Senat an. Er starb am 9. Oktober 1927 in Vincennes, wo er auch beigesetzt wurde.